# Seymour Airport
Seymour Airport är en flygplats i Ecuador.   Den ligger i provinsen Galápagos, i den västra delen av landet, 1 300 km väster om huvudstaden Quito. Seymour Airport ligger 63 meter över havet. Den ligger på ön Baltra Island.
Terrängen runt Seymour Airport är platt. Havet är nära Seymour Airport åt nordost. Runt Seymour Airport är det glesbefolkat, med 8 invånare per kvadratkilometer. Trakten runt Seymour Airport består i huvudsak av gräsmarker.